# Petit-Landau
Petit-Landau é uma comuna francesa na região administrativa de Grande Leste, no departamento Alto Reno. Estende-se por uma área de 17,46 km². Em 2010 a comuna tinha 845 habitantes (densidade: 48,4 hab./km²).